# Keiko Agena
Christine Keiko Agena, född 3 oktober 1973 i Honolulu, Hawaii, USA; mer känd som Keiko Agena, är en amerikansk skådespelare. Hon är mest känd som Lane Kim i Gilmore Girls (2000-2007), spelade dr Edrisa Tanaka i serien Prodigal Son (2019-2021) och gymnasieläraren Pam Bradley i serien Tretton skäl varför (2017-2020).

## Privat
Agena föddes på Honolulu, Hawaii den 3 oktober 1973. Hennes pappa är japan och mamman är amerikan. Agena växte upp på Honolulu, blev intresserad av skådespeleri redan som barn, och efter gymnasiet studerade hon drama på Whitman College. Under de sena tonåren flyttade hon till Los Angeles där hon började provspela för film- och tv-roller.
Hon är gift med Shin Kawasaki sedan 2015.

## Karriär
Agena är mest känd för sin roll i serien Gilmore Girls, där hon var med i 102 av seriens 153 avsnitt och spelade Lane Kim, en koreansk-amerikansk tonåring som är bästa vän med Rory Gilmore, en av huvudkaraktärerna. Agena spelade rollen trots att hon var betydligt äldre än sin rollfigur. Lane Kim var 16 år när serien startade, medan Agena i själva verket var 27. Om rollen som Lane Kim har Agena sagt: "Jag har lärt mig mycket av Lane. Till att börja med så har hon en fantastisk vänskap med Rory – de har ett otroligt kvinnligt band. Innan serien var jag en pojkflicka och de flesta av mina vänner var killar. Jag är fortfarande en pojkflicka, men nu har jag även börjat ha vänner som är tjejer."
Agena gjorde skådespelardebut 1993 i en liten roll som Mitsuko i tv-serien Renegade och efter många år med korta framträdanden i serier och ett flertal biroller i filmer fick Agenas karriär ett uppsving 2017 när hon fick rollen som Pam Bradley i den första säsongen av Tretton skäl varför på Netflix.
Mellan 2019 och 2021 spelade hon dr Edrisa Tanaka i serien Prodigal Son.

## Filmografi i urval
- 2019 – Prodigal Son (TV-serie) (20 avsnitt)
- 2017 - Tretton skäl varför
- 2004 - Hair Show
- 2004 - The perfect party
- 2003 - Western Avenue
- 2003 - Red Thread
- 2003 - Cats and Mice
- 2002 - Tomato and Eggs
- 2000 - Gilmore Girls (2000-2007)
- 1998 - Hundred Percent
- 1995 - Terror in the Shadows